# Форсайт
Форсайт (на английски: Forsyth) е град в окръг Роузбъд, щата Монтана, САЩ. Форсайт е с население от 1944 жители (2000) и обща площ от 2,9 km². Намира се на 769 m надморска височина. ЗИП кодът му е 59327, а телефонният му код е 406.